# Anna Smith (Tennisspielerin)
Anna Smith (* 14. August 1988 in Redhill, Surrey, England) ist eine ehemalige britische Tennisspielerin.

## Karriere
Anna Smith, die im Alter von zehn Jahren mit dem Tennissport begann, spielt laut ITF-Profil am liebsten auf Hartplätzen.
Im Juli 2004 bestritt sie ihr erstes Match auf dem ITF Women’s Circuit, auf dem sie bereits fünf Einzel- und 29 Doppeltitel feiern konnte. 2008 stand sie in Wimbledon im Doppel erstmals im Hauptfeld eines Grand-Slam-Turniers; sie kam jedoch – wie auch in den beiden folgenden Jahren – nicht über die erste Runde hinaus.
Mit einer Wildcard nahm sie 2010 in Wimbledon auch am Mixed-Wettbewerb teil und erreichte mit Jonathan Marray das Achtelfinale. Zwischen November 2010 und November 2012 hat sie kein Match auf der Damentour bestritten.
Ende 2014 zählte sie im Damendoppel erstmals zu den Top 100. Seit Juni 2014 spielt sie ausschließlich Doppelkonkurrenzen. Im Mai 2017 gewann sie ihren bislang einzigen WTA-Doppeltitel mit Nicole Melichar in Nürnberg. Im Mai 2018 erreichte sie ihre höchste Weltranglistenposition mit Platz 46 im Doppel.
Im Jahr 2015 wurde sie erstmals in die britische Fed-Cup-Mannschaft berufen. Ihre Fed-Cup-Bilanz lautet 6 Siege und 1 Niederlage.
Nach ihrem Doppeltitel beim Turnier in Roehampton Ende September 2019 trat sie bei keinem weiteren professionellen Tennisturnier an und wird seit Dezember 2019 nicht mehr in den Weltranglisten geführt.

## Turniersiege

### Einzel
| Nr. | Datum              | Turnier           | Kategorie   | Belag             | Finalgegnerin    | Ergebnis      |
| --- | ------------------ | ----------------- | ----------- | ----------------- | ---------------- | ------------- |
| 1.  | 24. September 2006 | Nottingham        | ITF $10.000 | Hartplatz         | Georgie Stoop    | 6:1, 6:4      |
| 2.  | 17. August 2008    | London-Cumberland | ITF $10.000 | Hartplatz         | Rebecca Marino   | 6:3, 3:6, 7:5 |
| 3.  | 12. Juli 2009      | Felixstowe        | ITF $10.000 | Rasen             | Tímea Babos      | 7:3, 3:6, 6:4 |
| 4.  | 10. November 2013  | Loughborough      | ITF $10.000 | Hartplatz (Halle) | Klaartje Liebens | 6:3, 7:5      |
| 5.  | 23. März 2014      | Iraklio           | ITF $10.000 | Hartplatz         | Xenia Knoll      | 6:1, 6:3      |

### Doppel
| Nr. | Datum              | Turnier           | Kategorie         | Belag             | Partnerin              | Finalgegnerinnen                        | Ergebnis          |
| --- | ------------------ | ----------------- | ----------------- | ----------------- | ---------------------- | --------------------------------------- | ----------------- |
| 1.  | August 2005        | Wrexham           | ITF $10.000       | Hartplatz         | Rebecca Llewellyn      | Rushmi Chakravarthi Paula Marama        | 6:3, 7:5          |
| 2.  | November 2006      | Redbridge         | ITF $10.000       | Hartplatz         | Anna Hawkins           | Holly Richards Elizabeth Thomas         | 6:3, 6:3          |
| 3.  | August 2007        | Cumberland        | ITF $10.000       | Hartplatz         | Martina Babáková       | Anna Hawkins Karen Lamb                 | 6:2, 6:3          |
| 4.  | Januar 2008        | Sunderland        | ITF $10.000       | Hartplatz (Halle) | Johanna Larsson        | Martina Babáková Iveta Gerlová          | 6:1, 3:6, [10:3]  |
| 5.  | Februar 2008       | Stockholm         | ITF $25.000       | Hartplatz (Halle) | Johanna Larsson        | Neda Kozić Ivana Lisjak                 | 6:0, 7:5          |
| 6.  | September 2008     | Shrewsbury        | ITF $75.000       | Hartplatz         | Johanna Larsson        | Sarah Borwell Courtney Nagle            | 7:66, 6:4         |
| 7.  | Oktober 2009       | Barnstaple        | ITF $50.000       | Hartplatz (Halle) | Johanna Larsson        | Kelly Anderson Emma Laine               | 7:5, 6:4          |
| 8.  | 17. Januar 2010    | Glasgow           | ITF $10.000       | Hartplatz (Halle) | Victoria Larrière      | Nicole Clerico Liana Ungur              | 6:4, 6:4          |
| 9.  | März 2010          | Jersey            | ITF $25.000       | Hartplatz (Halle) | Maret Ani              | Jarmila Groth Melanie South             | 7:5, 6:4          |
| 10. | 11. Juli 2010      | Valladolid        | ITF $25.000       | Hartplatz         | Melanie Klaffner       | Yera Campos-Molina Leticia Costas       | 6:3, 2:6, [10:7]  |
| 11. | August 2010        | Vigo              | ITF $25.000       | Hartplatz         | Anais Laurendon        | Sopia Kwazabaia Justine Ozga            | 6:3, 6:1          |
| 12. | 7. November 2010   | Nantes            | ITF $50.000+H     | Hartplatz (Halle) | Anne Keothavong        | Mervana Jugić-Salkić Darija Jurak       | 5:7, 6:1, [10:6]  |
| 13. | 3. August 2013     | Nottingham        | ITF $10.000       | Hartplatz         | Melanie South          | Daneika Borthwick Anna Fitzpatrick      | 6:4, 6:2          |
| 14. | 9. November 2013   | Loughborough      | ITF $10.000       | Hartplatz (Halle) | Jocelyn Rae            | Francesca Palmigiano Camilla Rosatello  | 6:0, 4:6, [10:3]  |
| 15. | 15. November 2013  | Manchester        | ITF $10.000       | Hartplatz (Halle) | Jocelyn Rae            | Eva Wacanno Julia Wachaczyk             | 6:1, 6:4          |
| 16. | 13. Dezember 2013  | Navi Mumbai       | ITF $25.000       | Hartplatz         | Jocelyn Rae            | Oksana Kalaschnikowa Diāna Marcinkēviča | 6:4, 7:65         |
| 17. | 18. Januar 2014    | Glasgow           | ITF $10.000       | Hartplatz (Halle) | Jocelyn Rae            | Martina Borecká Tereza Malíková         | 4:6, 6:2, [10:4]  |
| 18. | 25. Januar 2014    | Sunderland        | ITF $25.000       | Hartplatz (Halle) | Jocelyn Rae            | Ágnes Bukta Wiktorija Tomowa            | 6:1, 6:1          |
| 19. | 22. Februar 2014   | Nottingham        | ITF $25.000       | Hartplatz (Halle) | Jocelyn Rae            | Naomi Broady Renata Voráčová            | 7:66, 6:4         |
| 20. | 4. April 2014      | Edgbaston         | ITF $25.000       | Hartplatz (Halle) | Jocelyn Rae            | Magda Linette Amra Sadikovic            | 3:6, 7:5, [10:4]  |
| 21. | 6. Juni 2014       | Nottingham        | ITF $75.000       | Rasen             | Jocelyn Rae            | Sharon Fichman Maria Sanchez            | 7:65, 4:6, [10:5] |
| 22. | 26. Juli 2014      | Lexington         | ITF $50.000       | Hartplatz         | Jocelyn Rae            | Shūko Aoyama Keri Wong                  | 6:4, 6:4          |
| 23. | 31. Januar 2015    | Sunderland        | ITF $10.000       | Hartplatz (Halle) | Jocelyn Rae            | Justyna Jegiołka Cornelia Lister        | 6:3, 6:1          |
| 24. | 4. April 2015      | Croissy-Beaubourg | ITF $50.000       | Hartplatz (Halle) | Jocelyn Rae            | Julie Coin Mathilde Johansson           | 7:65, 7:62        |
| 25. | 2. April 2016      | Croissy-Beaubourg | ITF $50.000       | Hartplatz (Halle) | Jocelyn Rae            | Lenka Kunčíková Karolína Stuchlá        | 6:4, 6:1          |
| 26. | 3. September 2016  | Guiyang           | ITF $25.000       | Hartplatz (Halle) | Jocelyn Rae            | Wei Zhanlan Zhao Qianqian               | 6:4, 3:6, [10:5]  |
| 27. | 11. November 2016  | Bratislava        | ITF $25.000       | Hartplatz (Halle) | Jocelyn Rae            | Quirine Lemoine Eva Wacanno             | 6:3, 6:2          |
| 28. | 4. Februar 2017    | Glasgow           | ITF $15.000       | Hartplatz (Halle) | Jocelyn Rae            | Laura-Ioana Paar Petra Krejsová         | 6:3, 6:2          |
| 29. | 27. Mai 2017       | Nürnberg          | WTA International | Sand              | Nicole Melichar        | Kirsten Flipkens Johanna Larsson        | 3:6, 6:3, [11:9]  |
| 30. | 29. September 2019 | Roehampton        | ITF W25           | Hartplatz         | Samantha Murray Sharan | Sarah-Rebecca Sekulic Julia Wachaczyk   | 6:4, 6:3          |